# 堀本武功
堀本 武功（ほりもと たけのり、HORIMOTO Takenori、1943年（昭和18年）1月8日 - ）は、日本の国際政治学者。岐阜女子大学の客員教授、公益財団法人日印協会インド研究センター上席研究員。
国立国会図書館の調査及び立法考査局局長、尚美学園大学大学院教授、京都大学大学院特任教授、拓殖大学、放送大学客員教授などを歴任。
専攻は国際政治学、地域研究、インド政治、南アジアの政治、印中関係、印米関係など。
日本を代表し、国際的に活躍するインド研究者である。

## 略歴

### 学歴
- 1966年03月 - 中央大学法学部卒業
- 1968年 - インド政府奨学生としてインド国立デリー大学政治学研究科修士課程留学
- 1970年 - 同修士課程修了、修士号を取得
- 2016年 - 「現代インド外交の研究」で博士号を取得

### 職歴
- 1972年04月 - 国立国会図書館、入館
- 1984年 - 在インド日本大使館政務担当専門調査員として(〜1986)
- 1999年 - 国立国会図書館調査及び立法考査局局長
- 2003年02月 - 局長退任、国立国会図書館、退職[1]。
- 2003年04月 - 尚美学園大学大学院教授 (2013年まで)
- 2006年04月 - 拓殖大学大学院客員教授 (2013年まで）
- 2010年04月 - 京都大学大学院特任教授（2016年まで）
- 2015年 - 公益財団法人日印協会インド研究センター 上席研究員
- 2016年04月 - 岐阜女子大学(岐阜市所在の私立大学)の客員教授、南アジア研究センターに属する

## 人物
中央大学法学部卒業後（1966年）、1968年よりインド政府奨学生としてデリー大学大学院政治修士課程に2年間留学、その後に国立国会図書館に入館した（1972年）。
長年のインド研究に従事した回顧として、以下のようなエピソードがある。
国会図書館入館当時、著名なアメリカ研究者から『なぜインドなどに行ったのか』と尋ねられ、発奮してインド研究を中心に取り組みはじめた。さらに、在インド日本大使館政務担当専門調査員（1984年-1986年）の経験が、研究の本格化につながった。そして20年後、その研究者からインドの大国化を背景に「インドをやっていてよかったね」と言われたと いう。

## 活動
デリー大学での留学、国立国会図書館での調査研究活動に取り組み、在インド日本大使館専門調査員としてフィールド研究を重視するインド外交の包括的研究を継続した。インド国内政治、外交政治において業績を積み上げた。特に1990年代より日印、印米、印中関係にも研究対象を広げるとともに、各大学の学部・大学院において指導を続けた。
現代インド外交政治については特に日本・インド・アメリカ・中国というキーワードを軸に論を展開している。また、日本を代表するインド専門家として、インド、アメリカ、中国などにおける多数の国際会議に招待されており、その発言は議論をリードするものとして各国研究者より高く評価されている[3]。
マスメディアにも頻繁に登場しており、NHKのクローズアップ現代はじめとして時事解説、ニュース解説番組での番組出演は50回を越えるという。朝日新聞などの新聞、岩波書店の月刊誌『世界』、『中央公論』[4]などの雑誌に多数執筆しており、現在に至るまで論壇で盛んに活躍している。

## 著作

### 単著
- 堀本武功　『インド現代政治史』 刀水書房、1997年
- 堀本武功　『インド　グローバル化する巨象』』　岩波書店、2007年
- 堀本武功　『インド 第三の大国へ―〈戦略的自律〉外交の追求―』 岩波書店、2015年

### 単編著
- 堀本武功　『現代アメリカ入門』 明石書店、2004年
- 堀本武功　『現代日印関係入門』 東京大学出版会、2017年

### 共編著
- 堀本武功・広瀬崇子　『アフガニスタン　南西アジア情勢を読み解く』　明石書店、2002年
- 堀本武功・広瀬崇子　『叢書　現代南アジア第３巻　南アジアの政治』　東京大学出版会、2002年
- 堀本武功・西原正      『軍事大国化するインド』 亜紀書房、2010年
- 堀本武功・三輪博樹　『現代南アジアの政治』　放送大学教育研究会、2012年
- 堀本武功・長崎暢子・近藤則夫『現代インド3　深化するデモクラシー』　東京大学出版会、2015年
- 堀本武功・村山真弓・三輪博樹編『これからのインド 変貌する現代世界とモディ政権』 東京大学出版会、2021年

### 訳書
- 堀本武功　『アメリカはなぜインドに注目するのか：台頭する大国インド』明石書店、2003年

　　　(Stephen P. Cohen, India:_Emerging_Power India: Emerging Power, The_Brookings_Institution Brookings Institution,　2002）
- 堀本武功・塚田洋　『冷戦後のアメリカ外交―クリントン外交はなぜ破綻したのか』 明石書店、2005年

　 (William G. Hyland, Clinton’s World Remaking American Foreign Policy, ISBN 978-0275963965, Praeger Praeger, 1999）

### 英文共編
- （Lalima Varma）India-Japan Relations in Emerging Asia,  Manohar,  2013年

## 主要業績(2010年以降)

### 共著
- HORIMOTO Takenori,  “Chapter 1 India-China Relations: Bonhomie with Ambivalence“ in S.Kondapalli & M. Mifune (ed.), China and its Neighbours, Pentagon_Press Pentagon Press, 2010年
- 堀本武功　「インドのアジア外交―米日中との関わり」近藤則夫編『現代インドの国際関係: メジャー・パワーへの模索』　アジア経済研究所調査研究報告書、2010年
- 堀本武功　「第2章　アンビバレントな印中関係―協調と警戒」天児慧・三船恵美 三船恵美 編『膨張する中国の対外関係―パクス・シニカと周辺国』 勁草書房、2010年
- 堀本武功   「Ⅰ章　南アジアの大国インドと日本」、「Ⅱ章4節　インドをめぐる日本の動き」、「Ⅳ章　インド・南アジア・インド洋・アフガニスタンの将来」 西原正・堀本武功編『軍事大国化するインド』 亜紀書房、2010年
- 堀本武功 「第2章第3節　2000年以降におけるインド内政」（浦田秀次郎・小島眞他編 『インド　成長ビジネス地図』日本経済新聞、2010年
- 堀本武功 「印パ核実験問題」 和田春樹他編『東アジア近現代史　第10巻　和解と協力の未来』 岩波書店、2011年
- 堀本武功 「第1章　現代インド外交路線の検討」近藤則夫編『現代インドの国際関係―メジャー・パワーへの模索―』研究双書No.599 アジア経済研究所、2012年
- HORIMOTO Takenori, ”Chapter 18 Japan: Between pacifism and pragmatism,” in Harsh V.Panted, Handbook of Nuclear Proliferation Handbook of Nuclear Proliferation , Routledge, 2012
- 堀本武功  「バングラデシュと南アジア」(日本経済研究センター編『アジア『新・新興国戦略 アジア『新・新興国戦略』 日本経済研究センター、2013年
- 堀本武功  「第7章　日本の南アジア外交―緊密化する対印関係と今後の課題」 国分良成編『日本の外交 第4巻 対外政策地域編 日本の外交　第4巻　対外政策地域編』 岩波書店、2013年
- HORIMOTO Takenori, “Chapter 1 Power Transition in Asia,” in Uttar_Kumar_Sinha Uttar Kumar Sinha (ed.), Emerging Strategic Trends in Asia Emerging Strategic Trends in Asia, (Pentagon Press, 2015年）
- HORIMOTO Takenori and Purnendra Jain, “Chapter 2 Japan and the Indo-Pacific” in Chacko, Priya Chacko, Priya (ed.), New Regional Geopolitics in the Indo-Pacific New Regional Geopolitics in the Indo-Pacific, Routledge, 2016
- HORIMOTO Takenori, “Chapter 11 India-Japan Relations on a New High,” Anirban Ganguly (et.al eds.), Modi’s Doctrine,  Freedom Tree, 2016年

### 主要単行論文
単行論文は126本あり、2010年代以降、英文論文が多い。
- 堀本武功 「富国強兵を目指すインド・モディ政権の外交戦略」『外交 外交』No.41　時事通信出版社、2017年1月
- 堀本武功「日印関係の回顧と展望：共存する緊密さとズレ」『現代インド・フォーラム』現代インド・フォーラム2022年春季号 No.53 - 公益財団法人 日印協会 　(japan-india.com)
- 堀本武功「インド・ファースト外交の思惑―ロシアのウクライナ侵攻と米中覇権の狭間で」『海外事情』2022年9月
- HORIMOTO Takenori, “Japan-India Rapprochement and Its Future Issues” Japan’s Diplomacy Series, Japan Digital Library, The_Japan_Institute_of_International_Affairs The Japan Institute of International Affairs, April 2016 [2]
- HORIMOTO Takenori ”Explaining India’s Foreign Policy: From Dream to Realization of Major Power,” International Relations of the Asia-Pacific International Relations of the Asia-Pacific, Volume 17, Issue 3,  Oxford University Press, 1 September 2017 [3]